# 강릉 문씨
강릉 문씨(江陵文氏)는 강원특별자치도 강릉시를 본관으로 하는 대한민국의 성씨이다.

## 역사
강릉 문씨(江陵 文氏)의 시조 문장필(文章弼)이 1170년(고려 의종 24년) 무신란으로 중랑장이 된 뒤 공부낭중(工部郎中), 금오위(金吾衛)의 차장군(借將軍), 어사잡단(御史雜端)을 지냈다. 1174년(명종 4) 서경유수(西京留守) 조위총(趙位寵)이 난을 일으키자 원수(元帥) 윤인첨(尹鱗瞻) 휘하에서 지병마사(知兵馬使)로 참전하여 서경을 공벌하였다. 2년 뒤 추밀원(樞密院)의 승선(承宣)이 되고, 1181년 추밀원지주사(樞密院知奏事), 좌산기상시(左散騎常侍)를 거쳐 1182년(명종 12년) 추밀원부사(樞密院副使)가 되었다. 1183년 동지추밀원사(同知樞密院事), 어사대부(御使大夫)를 거쳐 1184년 참지정사(參知政事)가 되고, 벼슬이 중서문하평장사(中書門下平章事), 상장군(上將軍)에 이르렀다.

## 인구
2015년 대한민국 통계청 인구 조사에서 40명으로 조사되었다.

## 같이 보기
- 남평 문씨